# Liquidated damages
Als liquidated damages (englisch liquidierte Schäden) wird im anglo-amerikanischen und internationalen Recht ein pauschalierter Schadenersatz bezeichnet. 
Ein solcher wird in den meisten Verträgen im internationalen Anlagenbau anstelle einer Vertragsstrafe (englisch penalty) vereinbart, weil in vielen Ländern nach den Grundsätzen des Common Law Vereinbarungen von Vertragsstrafen unzulässig sind. Mit der Vereinbarung von liquidated damages ist der Kunde nicht zur Glaubhaftmachung der Schadenshöhe verpflichtet, weil bereits im Vertrag selbst eine angemessene Schadensvorausschätzung festgelegt wurde. 
Der pauschalierte Schadenersatz muss so bemessen werden, dass er dementsprechend einen angemessenen Ausgleich für den zu erwartenden Schaden darstellt und somit nicht den Charakter einer Strafe hat.